# BOINC
伯克利開放式網絡計算平台（英語：Berkeley Open Infrastructure for Network Computing，簡稱BOINC）是目前主流的分佈式計算平台之一，由加州大學柏克萊分校電腦學系發展出的分散式計算系統。原本專為SETI@home項目而設計，目前納入的領域包括數學、醫學、天文學和氣象學等。BOINC匯集全球各地志願者的電腦或移動裝置，提供運算能力給研究者。截至2017年3月，BOINC在全世界有約815,912台活躍的主機，提供約18.971PetaFLOPS的運算能力。

## 運行原理
安裝BOINC軟件的電腦在閒置時，會使用電腦的CPU或GPU進行運算。即使電腦正在使用，BOINC將利用空閒的CPU週期作計算。如果志願者的電腦裝有NVIDIA、AMD或Intel的GPU並選擇使用其作為運算硬體，則某些BOINC專案的計算速度將比單純使用CPU的版本提高2至10倍。
當志願者使用電腦參與BOINC專案時，BOINC會與專案的伺服器連線，伺服器會向電腦提供工作單位（英語：Workunit，簡稱WU），然後電腦會對工作單位作運算，等待運算完成後，BOINC將把結果上傳至專案伺服器。
專案伺服器負責協調各志願者電腦的工作，包括發送工作單位、接收已處理的結果、核對大量的結果再作處理，成為研究人員需要的數據。由於個別的電腦可能會在運算過程出現錯誤，所以伺服器一般會把同一工作單位傳送至多個志願者，並比較各個結果。
BOINC設有積分系统，積分間接反映志願者的貢獻，因為在BOINC上可以運行的專案千差萬别。例如專案A的工作包在某台電腦上需要3個小時完成，而專案B的工作包在該電腦上需要30個小時才能完成，顯然用完成的工作包的數目來衡量工作量是不可行的；而不同電腦的性能也有差别，用CPU時間來衡量工作量亦是不行的。積分系统只能通過一定的算法得到志願者實際完成的計算量。
BOINC從版本6.4.5起，開始支持GPU運算，目前有GPUgrid.net、Einstein@Home、Milkyway@home、PrimeGrid、Collatz Conjecture和DNETC@Home等多個GPU專案。
用户亦可使用BOINC 帳户管理器（BOINC Account Manager）方便参與和管理不同BOINC平台項目。

## 除分佈式計算以外的應用
儘管BOINC一般用於進行志願計算，但其平台也可搭建公司私有計算網格或創建校園虛擬超級計算網格。

### 搭建公司計算網格
搭建BOINC網格主要有幾個步驟：
- 架設及安装BOINC伺服器和客户端
- 關閉外圍網絡的帳户創建

這樣的網格與公用網格相比，具有作弊概率低、運算效率高（工作包不用擔心過期）的優勢。

### 創建校園虛擬計算網格
創建這樣的網格方法類似公司網格，一个較低端的伺服器（約一萬美元）就能勝任幾萬個客户端的調度工作。倫敦的威斯特斯頓大學創建了一個這樣的網格，據估計，一年可節省約£125,000。

## 外部連結
- 官方网站
- GitHub上的boinc頁面